# Flavianus van Constantinopel

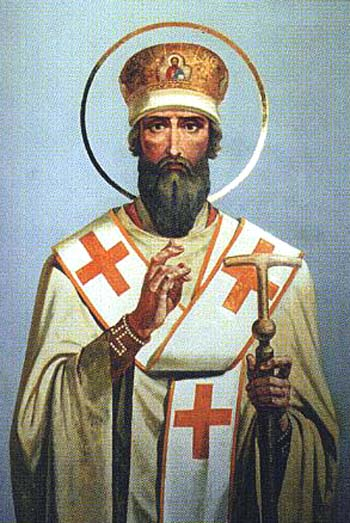
Flavianus van Constantinopel, afgebeeld volgens de Byzantijnse traditie

Flavianus (of Phlabianus) (Grieks: Πατριάρχης Φλαβιανός) (gestorven Hypaepa, Lydië, 11 augustus 449) was van 446 tot 449 patriarch van Constantinopel. Hij wordt binnen de Oosters-Orthodoxe Kerk en de Rooms-Katholieke Kerk vereerd als een heilige.  
Flavianus was de beschermer van de heilige vaten van de grote kerk van Constantinopel. Hij had volgens Nicephorus Callistus Xanthopoulos een goede reputatie en leefde een voorbeeldig leven, toen hij in 446 werd uitverkozen om aartsbisschop van Constantinopel te worden.
Tijdens zijn wijding verbleef de Romeinse keizer Theodosius II in Chalcedon. Zijn eunuch Chrysaphius, de eerste minister van Theodosius II,  probeerde om Flavianus een hoeveelheid goud af te persen voor de keizer, maar Flavianus ging hier niet op in. Misschien mede als gevolg hiervan ondersteunde Chrysaphius de archimandriet Eutyches in zijn geschil met Flavianus.
Flavianus presideerde op 8 november 448 over een vergadering van veertig bisschopen in Constantinopel. Op de agenda stond een geschil tussen de Metropolitische bisschop van Sardes en twee bisschoppen uit zijn kerkprovincie. Eusebius van Dorylaeum, de bisschop van Dorylaeum, presenteerde er zijn aanklacht tegen Eutyches. De toespraak van Flavianus is overgeleverd. Hij deed een beroep op de bisschop van Dorylaeum: "Verwaardig om hem te bezoeken en met hem discussiëren over het ware geloof, en als hij werkelijk lijkt te dwalen, dan zal hij voor onze heilige bijeenkomst worden gedaagd, waar hij zelf dan ook kan reageren op deze beschuldigen." Uiteindelijk zette de synode Eutyches af.
Eutyches protesteerde echter tegen deze uitspraak en hij kreeg steun van Dioscorus van Alexandrië. De keizer riep het Concilie van Efeze bijeen. Bij dit concilie, dat op 8 augustus 449 bijeenkwam, vielen Eutyches en Dioscorus aartsbisschop Flavianus met geweld aan. Het concilie herstelde Eutyches. Flavianus stierf drie dagen in Hypaepa in Lydië aan zijn verwondingen. Hij kreeg een obscure begrafenis.